# Ilirsko kraljestvo
Za kraljestvo antičnih Ilirov gl. Ilirija
Ilirsko kraljestvo je bila v letih 1816-1849 administrativna enota Avstrijskega cesarstva. Nastala je iz napoleonskih Ilirskih provinc, ko so bile na dunajskem kongresu dodeljene Avstriji. Že ob ustanovitvi je bila iz kraljestva izločena Dalmacija, po letu 1822 pa tudi del Hrvaške, ki je bil v letih 1809-1814 vključen v Ilirske province.

## Atributi Ilirskega kraljestva
Ilirsko kraljestvo (oziroma Kraljevina ilirija) je bilo kljub zvenečemu imenu le administrativna enota in ni imelo lastne državnosti. Imelo je celo manj avtonomije kakor francoske Ilirske province. Kraljestvo ni imelo skupnih stanov, lastnega avtonomnega kanclerstva, celo ne skupnega gubernija. Razdeljeno je bilo na dva gubernija in sicer na Tržaški gubernij za otoke, Istro in Primorje s središčem v Trstu in na Ljubljanski (Ilirski) gubernij za notranje dežele. Obsegalo je območje Koroške, Kranjske, Trst, Goriško s preostalim ozemljem Primorja. Iz delov kranjske Istre in beneške Istre je bila oblikovana nova enota Istra, ki je prav tako postala del kraljestva, poleg tega se je kraljestvo širilo proti jugu tudi čez del kvarnerskih otokov Krk, Cres in Lošinj in vsaj formalno do leta 1822 tudi čez civilno Hrvaško z Reko. 
Ilirsko kraljestvo je obsegalo približno 10.915 kvadratnih milj in je konec leta 1848 imelo približno 1.274.631 prebivalcev:
- slovensko govoreči (53-54 %)
- nemško govoreči (21 %)
- hrvaško govoreči (11-12 %)
- italijansko govoreči (9 %)
- furlansko govoreči (4 %)

S prenovo cerkvene ureditve iz leta 1830 je bilo za območje celotnega kraljestva ustanovljen institut skupnega ilirskega metropolita. Na mesto nadškofa goriškega in metropolita ilirskega pa je bil imenovan škof Jožef Balant. Kraljestvo je po vzoru antičnih ilirskih novcev dobilo lasten grb: zlato triero na modri podlagi, dopolnjen z nazobčano zlato krono. Že cesar Franc I. je tudi sprejel naslov kralj Ilirije (IL REX) in je že leta 1821 dal kovati novce s tem naslovom.

## Zgodovina
Po propadu Napoleonove Francije so avstrijski monarhi dobili popolno oblast nad področjem nekdanjih francoskih Ilirskih provinc. Ideja o nastanku Ilirskega kraljestva se je razvila zaradi zunanjepolitičnih in notranjepolitičnih vzrokov. Med zunanjepolitične vzroke lahko štejemo poskus zaustavljanja širjenja italijanskega in ruskega vpliva, med notranjepolitične pa poskus ohraniti nekatere francoske reforme, zadrževanje madžarskega vpliva ter potrebo, da bi habsburški dvor čim prej nadomestil povojno začasno vojaško upravo, s katero so bili lokalni prebivalci precej nezadovoljni.
Cesar Franc I. in kancler Klemens von Metternich sta se naslonila na zatečeno upravno stanje na področju tedaj ukinjenih Ilirskih provinc. Toda zaradi dunajskega kongresa je delo na nekdanjih Ilirskih provincah zastalo. Vseeno je bila oblikovana posebna Ilirska dvorska organizacijska komisija (1814-1815), njeno delo pa je dokončala Dvorska organizacijska komisija (1815-1817). Dvor je kljub nezaupanju izkoristil nekatere domače pravnike kot sta bila vitez Leopold Plenčič in Ivan Vilhar, nekdanji francoski glavar v Beljaku. Nastal je dobro dodelan načrt preureditve uprave. Med tem, ko se je tudi s pomočjo slovenskih pravnikov v tajnosti pripravljala nova upravna ureditev, se je dvorna politika zaradi zavlačevanja morala soočiti z akcijo hrvaškega zagrebškega škofa (Maksimilijan Vrhovac), ki je na lastno pest obnovil staro ureditev v severnem delu tiste civilne Hrvaške, ki je poprej bila del provinc.
13. junija 1816 je cesar Franc I. končno izdal odločbo o oblikovanju nove politične enote Ilirskega kraljestva, 3. avgusta 1816 pa je izdal še cesarski patent, s katerim je bilo to kraljestvo dokončno ustanovljeno. Zaradi hrvaškega in ogrskega odpora je bila celinska Hrvaška že leta 1822 izločena iz kraljestva. Po drugi strani je celotna Koroška zaradi odpora lokalnega plemstva v resnici šele leta 1825 prišla v ustroj kraljestva. 
Čeprav je kraljestvo leta 1830 dobilo enotno cerkveno ureditev, nikoli ni dobilo prave politične moči. Cesarjevo nasprotovanje Metternichovi ideji nacionalnih kanclerskih uradov je že na začetku onemogočilo večje spremembe, kasneje je izguba hrvaških predelov povzročila prevlado slovensko govorečih ljudi, od leta 1830 pa je v Iliriji deloval slovensko govoreči metropolit. Avstrijski dvor se je bal povezovanja slovensko govorečih ljudi, zato je bil že leta 1815 v Ilirski dvorski organizacijski komisiji oblikovan predlog, da naj se v Ljubljanskem guberniju (to je višji upravni enoti) ne namešča ali pa se čim manj namešča domače (slovensko  govoreče) prebivalstvo.
Ilirsko kraljestvo se zaradi obrobnega pomena v nazivu avstrijskih vladarjev že od samega začetka vselej pojavlja na zadnjem mestu med kraljestvi, za Galicijo in Lodomerijo. Kot administrativna enota je obstajalo do leta 1849, z novo ustavo pa je bilo v političnem smislu odpravljeno in stare dežele so ponovno dobile vse kronske deželne časti. Ime kraljevine Ilirije se odslej še nekaj časa pojavlja predvsem kot geografski pojem. Pravno-formalno pa je Ilirsko kraljestvo obstajalo še naprej; cesarjevi patenti so še do vključno leta 1915 vsebovali naziv kralja Ilirije, z reformo iz 10. oktobra 1915 pa je ilirski grb po tihem izginil iz avstrijskega državnega grboslovja.

## Ilirsko kraljestvo in Slovenci
Nekateri posamezniki so že v Ilirskih provincah videli neko južnoslovansko državnost, Žiga Zois in Jernej Kopitar pa sta se na začetku navdušila nad možnostjo nastanka južnoslovanske države v sklopu avstrijskega cesarstva. To možnost sta videla prav v oblikovanju Ilirskega kraljestva. Kmalu sta bila razočarana, kajti očitno je bilo, da se Metternichov model o velikem avtonomnem kraljestvu ne bo uresničil, ampak da bo prevladal bolj konservativen model cesarja Franca I.
Čeprav se je med prebivalci Ilirskega kraljestva uveljavljalo tudi ime Ilirjani, institucija kraljestva v oblikovanju slovenskega naroda ni odigrala večje vloge. Po letu 1830 je teritorialno ilirsko zavest vse bolj motila ideja nekega drugega ilirstva, ki so jo v drugačnem kontekstu za potrebe nove etnogeneze uporabili narodnjaki iz Slavonije, Hrvaške in Dalmacije, da so preko ilirizma uspeli ustvariti moderni hrvaški etnos.  
Ideja Ilirskega kraljestva je navdihnila tudi kartografa Petra Kozlerja, ki je območju tega kraljestva dodal slovensko govoreče področje Štajerske in ta zemljevid objavil kot 'Zemljovid slovenske dežele in pokrajin'. 